# Schronisko turystyczne na Chrobaczej Łące

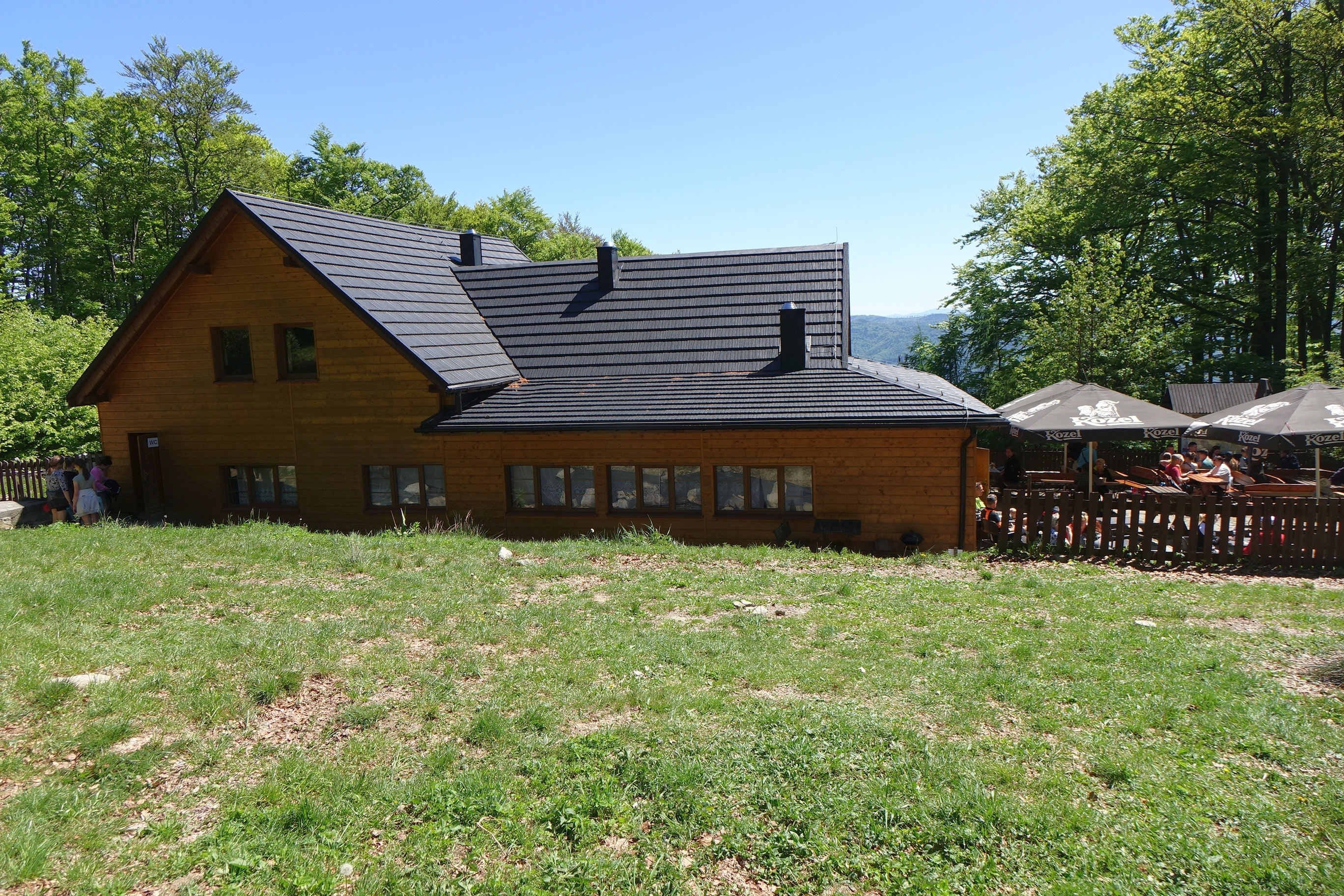

Schronisko turystyczne na Chrobaczej Łące, schronisko turystyczne na Hrobaczej Łące (występuje także jako Dom Turystyczno-Rekolekcyjny „Chrobacza Łąka”) – górskie schronisko turystyczne w Beskidzie Małym pod szczytem Chrobaczej Łąki. Położone jest w obrębie Żarnówki Dużej, części wsi Międzybrodzie Bialskie w województwie śląskim, w powiecie żywieckim. Obecnie prowadzi je Fundacja S.O.S. Obrony Poczętego Życia z Warszawy.

## Historia
Schronisko powstało w latach 30. XX wieku jako prywatna inwestycja rodzeństwa Zofii, Michaliny i Jana Dorzaków. Po II wojnie światowej obiekt pozostał własnością rodziny Dorzaków, natomiast oddział Polskiego Towarzystwa Tatrzańskiego, później Polskiego Towarzystwa Turystyczno-Krajoznawczego z Bielska-Białej, otworzył w nim stację turystyczną z 15 miejscami noclegowymi. W 1973 właścicielki sprzedały budynek Rudolfowi Baścikowi, który wraz z Rolniczą Spółdzielnią Produkcyjną „Postęp” ze Starej Wsi prowadził obiekt do 1991. W tym czasie budynek rozbudowano oraz przeprowadzono remonty i adaptacje. W 1991 schronisko nieodpłatnie nabyła Fundacja S.O.S. Obrony Poczętego Życia z Warszawy, która utworzyła tu dom turystyczno-rekolekcyjny. Od 1998 obiekt posiada własną kaplicę.
7 stycznia 2017 w schronisku wybuchł pożar, który wyłączył obiekt z ruchu turystycznego. Od 2017 rozpoczęto odbudowę obiektu oraz częściowe udostępnianie schroniska.

## Warunki pobytu
Schronisko oferuje 40 miejsc noclegowych (w trakcie remontu udostępnia 9 miejsc), bufet oraz wyżywienie na zamówienie. Gospodarzem obiektu jest ks. Ryszard Halwa.

## Piesze szlaki turystyczne
Bielsko-Biała Straconka – Gaiki – Przełęcz u Panienki – Chrobacza Łąka – Zapora Porąbka (Mały Szlak Beskidzki)
 Kozy – Przełęcz u Panienki – Chrobacza Łąka – Zapora Porąbka.